# The Steel Key
The Steel Key (A Chave de Aço) é um filme de drama e suspense britânico de 1953, dirigido por Robert S. Baker e estrelado por Terence Morgan, Joan Rice e Raymond Lovell. Um cientista e sua esposa se envolvem em busca de uma fórmula para o aço temperado.

## Elenco
- Terence Morgan - Johnny O'Flynn
- Joan Rice - Doreen Wilson
- Raymond Lovell - Inspetor Forsythe
- Dianne Foster - Sylvia Newman
- Hector Ross - Beroni
- Colin Tapley - Doutor Crabtree
- Esmond Knight - Professor Newman
- Arthur Lovegrove - Gilchrist
- Sam Kydd - Chauffeur
- Esma Cannon - Paciente
- Cyril Smith - Boat Owner